# XXXXVIII Corpo de Exército (Alemanha)
O XXXXVIII Corpo de Exército (em alemão: XXXXVIII Armeekorps) foi um Corpo de Exército da Alemanha que atuou durante a Segunda Guerra Mundial.

## Comandantes
| Comandante                             | Data                                           |
| -------------------------------------- | ---------------------------------------------- |
| General der Panzertruppen Werner Kempf | 6 de janeiro de 1941 - 19 de fevereiro de 1942 |
| General der Panzertruppen Rudolf Veiel | 19 de fevereiro de 1942 - 21 de junho de 1942  |

## História
O Corpo foi formado em Koblenz no dia 14 de Dezembro de 1940. Passou por um período de treinamento na área de Koblenz-Rüdesheim-Bensheim e Schandau, sendo movidos logo após o termino de seus treinamentos para a região de Kielce-Zamosc na Polônia. Recebeu o codinome de Festungsbaustab 48.
No mês de Junho de 1941, o Corpo participou da Operação Barbarossa como sendo parte do 1º Panzergruppe (Grupo de Exércitos Sul). Lutou nos setores de Dubno, Rovno e Berdichev participando após das batalhas de Uman e Kiev.
Foi transferido para o Grupo de Exércitos Centro no mês de outubro, com o qual participou mais tarde na marcha em direção à Moscou, e nas lutas no setor de Briansk. No período entre o Outono de 1941 até a primavera de 1942 o Corpo passou a atuar na defensiva no setor de Kursk. Foi redesignado XXXXVIII Corpo Panzer no dia 21 de Junho de 1942.

## Área de Operações
| Alemanha : dezembro de 1940 - abril de 1941 |
| Polônia : abril de 1941 - junho de 1941     |

## Serviço de Guerra
| Data   | Exército           | Grupo de Exércitos | Lugar                    |
| ------ | ------------------ | ------------------ | ------------------------ |
| Fev 41 | 11º Exército       | C                  | Heimat                   |
| Mai 41 | z.Vfg.             | A                  | Generalgouvernement      |
| Jun 41 | 6º Exército        | Süd                | Bug                      |
| Jul 41 | 1º Panzergruppe    | Süd                | Uman, Krementschug, Kiew |
| Out 41 | 2º Panzergruppe    | Mitte              | Brjansk                  |
| Jun 41 | 2º Exército        | Mitte              | Kursk, Kastornoje        |
| Jan 42 | 2º Exército        | Mitte              | Kursk                    |
| Mai 42 | 2º Exército        | Süd                | Kursk                    |
| Jun 42 | 4º Exército Panzer | Süd                | Kursk, Don               |

## Ordem de Batalha
- Arko 144
- Korps-Nachrichten-Abteilung 448
- Korps-Nachschubtruppen 448
- Ost-Bataillon 448
- 9ª Divisão Panzer SS Hohenstaufen - Abril de 1944